# Белгородская митрополия
Белгоро́дская митропо́лия — митрополия Русской православной церкви, образованная в пределах Белгородской области. Включает в себя Белгородскую, Валуйскую и Губкинскую епархии.
Была образована решением Священного синода Русской православной церкви 7 июня 2012 года. Главой митрополии назначен правящий архиерей Белгородской епархии.

## Митрополиты
- Иоанн (Попов) (с 7 июня 2012 года — по настоящее время).

## Состав митрополии

### Белгородская епархия
Территория: город Белгород, Белгородский, Корочанский, Новооскольский, Старооскольский, Чернянский и Шебекинский районы Белгородской области.
Кафедральные соборы — Преображенский собор в Белгороде.Вторым кафедральным собором является Александро-Невский собор в Старом Осколе

### Валуйская епархия
Территория: Алексеевский, Валуйский, Вейделевский, Волоконовский, Красненский, Красногвардейский и Ровеньский районы Белгородской области.
Правящим архиереем является епископ Валуйский и Алексеевский Савва.

### Губкинская епархия
Территория: Борисовский, Грайворонский, Губкинский, Краснояружский, Ивнянский, Прохоровский, Ракитнянский, Яковлевский районы Белгородской области.